# 骁骑校
骁骑校，清朝八旗、蒙旗军官名。
清代八旗下各佐领均设骁骑校。初称“代子”，清太宗天聪八年（1634年）改满名为“分得拨什库”（穆麟德轉寫：funde bošokū），清世祖顺治十七年（1660）定汉名为骁骑校。骁骑校官正六品，作为佐领副手。八旗满洲、蒙古、汉军、包衣每佐领下各一人，八旗满洲一共681人，八旗蒙古304人，八旗汉军266人，共1151人。协助佐领管理所属户口、田宅、兵籍、教养等各项事务，以及骁骑营操练、守卫等事务。
清代蒙古旗下也设该职，称“昆都”（转写：hünd，全称为「昆都拨什库」），也译称“副佐领”，协助苏木章京（佐领）管理军务，每苏木设一名，主要负责苏木的军事和整修军械，召集箭丁，解送犯人等事务。